# Nicole Maurey
Nicole Maurey (Bois-Colombes, Francia, 20 de diciembre de 1926 - Versalles, Francia, 11 de marzo de 2016) fue una prolífica  actriz de cine francesa que participó en más de 65 producciones de cine y televisión entre 1945 y 1997.

## Biografía
Nacida en Bois-Colombes, Isla de Francia, Francia en diciembre de 1926, sus primeros pasos artísticos fueron como bailarina de danza clásica hasta que 1944 fue aceptada en la actuación ingresando al Conservatoire National Supérieur d'Art Dramatique y posteriormente actuando en roles de heroína gracias a su notable apariencia, femineidad y encanto personal.
En 1950 contrajo matrimonio con Jacques L. Gallo a sus 25 años, y en 1953 emigraron a Estados Unidos a bordo del SS América, donde fue introducida en los exclusivos círculos de Hollywood. En 1954, participa en el film Los galileos: la prensa sensacionalista la cataloga como una actriz que recuerda o imita el estilo interpretativo de Rita Hayworth, el film no sale de producción y Maurey retorna a Francia.
En 1954, la Paramount la trae de regreso a New York donde actúa en películas  como Little Boy Lost y Secret of the Incas junto a Charlton Heston e Yma Sumac donde logra ser conocida internacionalmente. Ese mismo año se separó de Gallo e inició el proceso de divorcio. En 1955 participa junto a Bing Crosby en el film Little Boy Lost y tuvo un breve romance con Lance Fuller.
En 1960 se divorció de Jacques L. Gallo. Después se mudó a Gran Bretaña y comenzó su más prolífico aporte actoral. En este período, su película con su más notable interpretación fue un pequeño clásico de la ciencia ficción, The Revolt of the Triffids, dirigido en 1962 por Steve Sekely sobre la novela Day of the Triffids de John Wyndham. 
En la década del setenta participó en más de 45 producciones y se retiró definitivamente en 1997.
Falleció en Versalles, Francia a los 90 años de edad.

## Filmografía
- Blondine (1945) como Blondine
- Pamela, de Pierre de Hérain (1945) como Mme Royale
- Le cavalier noir (1945) como Solange
- La bataille du feu (1949) como Anne-Marie
- Journal d'un curé de campagne (1951) como Mlle Louise
- Rendez-vous à Grenade (1952) Manina
- L'ennemi public numéro un, de Henri Verneuil (1953) como Peggy
- Le dernier Robin des Bois (1953) como Isabelle Delorme
- Les compagnes de la nuit (1953) como Yvonne Leriche
- fr (1953) como Manon
- Little Boy Lost (1953) como Lisa Garret
- Si Versailles m'était conté..., de Sacha Guitry (1954) como Mademoiselle de Fontanges
- Secret of the Incas (1954) como Elena Antonescu
- L'oeil en coulisse (1954) como Annette Durand
- Napoléon (1955) como Mme Tallien
- The Constant Husband (1955) como Lola
- Amanecer sangriento (The Bold and the Brave) (1956) como Fiamma
- Section des disparus, de Pierre Chenal (1956) como Diana Lander
- The Weapon, de Val Guest (1957) como Vivienne
- Action immédiate, de Maurice Labro (1957) como Diana Rossi
- Rogue's Yarn, de Vernon Sewell (1956) como Michele Cartier
- Me and the Colonel, de Peter Glenville (1958) como Suzanne Roualet
- The Scapegoat, de Robert Hamer (1959) como Bela
- The Jayhawkers!, de Melvin Frank (1959) como Jeanne Dubois
- The House of the Seven Hawks, de Richard Thorpe (1959) como Constanta Sluiter
- High Time, de Blake Edwards (1960) como la profesora Helene Gauthier
- His and Hers, de Brian Desmond Hurst (1961) como Simone Rolfe
- Don't Bother to Knock (1961) como Lucille
- The Very Edge, de Cyril Frankel (1963) como Helen
- The Day of the Triffids, de Steve Sekely y Freddie Francis, no acreditado (1962) como Christine Durrant
- Pleins feux sur Stanislas (1965) como Claire
- Sale temps pour les mouches (1966) como Eva Delagrange
- La morale de l'histoire (1966)
- Gloria, de Claude Autant-Lara (1977) como Alice
- Chanel Solitaire (1981) como Gran dama

### Televisión
- The Ford Television Theatre (serie de televisión, 1955) 1 episodio: "Tomorrow We'll Love" como Denise
- Casablanca (serie de televisión, 1955) 1 episodio: "Black Market Operation" como Denise
- Avatar (telefilm, 1964)
- Rouletabille (serie de televisión, 1966) 1 episodio: "Le parfum de la dame en noir" como Mathilde Stengerson
- Champion House (serie de televisión, 1967) como Michele Champion
- Noëlle aux quatre vents (serie de televisión, 1970) como Lisette Andrieux
- Mon seul amour (serie de televisión, 1971) como Claude
- fr  (miniserie, 1972)
- La Demoiselle d'Avignon (serie de televisión, 1972) como Nicole
- Les évasions célèbres (serie de televisión, 1972) como Mme de Boislinard
- Le grillon du foyer (telefilm, 1972) como Dot)
- La vie et la passion de Dodin-Bouffant (telefilm, 1972) como Pauline)
- Au théâtre ce soir (1972) episodio: "Histoire d'un détective" como Mary McLaren
- Les nuits de la colère (telefilm, 1973) como Louise
- Le provocateur (serie de televisión, 1973) como Gisèle Charmoy
- Une atroce petite musique (telefilm, 1973) como Irène Musselet
- Marie Dorval (telefilm, 1973) como Mademoiselle Mars
- Les écrivains (telefilm, 1973) como Eve
- Lucien Leuwen (telefilm, 1973) como Mme Leuwen
- Au théâtre ce soir (1974) episodio: "Le procès de Mary Dugan" como Mme Rice
- La passagère (telefilm, 1974) como Catherine Caron
- Comme du bon pain (serie de televisión, 1976) como Madeleine Rivard
- La lune papa (serie de televisión, 1977) como Mme. Marchandou
- La vie des autres (serie de televisión, 1980)
- Sunday Night Thriller (serie de televisión, 1981) episodio: "I Thought They Died Years Ago" como Eliane Label
- Marianne, une étoile pour Napoléon (serie de televisión, 1983) como Princesa de Benevent
- Les Cinq Dernières Minutes (serie de televisión, 1983) como Gertrude Necken
- Rouge Marine (serie de televisión, 1983) 1 episodio como Gertrude Necken
- Coulisses (serie de televisión, 1986) como Sabine Corval